# Ciclismo ai Giochi della XXVIII Olimpiade - Inseguimento a squadre maschile
Le gare di inseguimento a squadre maschile dei Giochi della XXVIII Olimpiade furono corse il 22 e 23 agosto 2004 all'Athens Olympic Sports Complex di Atene. La medaglia d'oro fu vinta dalla selezione australiana, composta da Graeme Brown, Brett Lancaster, Bradley McGee e Luke Roberts.
La prova vide la partecipazione di dieci squadre composte da quattro atleti ognuna, con la possibilità di effettuare sostituzioni tra un turno e l'altro.

## Programma
| Data           | Ora (UTC+3) | Turno          |
| -------------- | ----------- | -------------- |
| 22 agosto 2004 | 9:35-10:45  | Qualificazioni |
| 22 agosto 2004 | 18:20-18:50 | Primo turno    |
| 23 agosto 2004 | 17:30-17:45 | Turno finale   |

## Risultati

### Qualificazioni
Nel round di qualificazione le squadre gareggiarono sole; alla fase successiva si qualificarono le squadre con i migliori otto tempi.
| Pos. | Paese         | Ciclisti                                                               | Tempo    | Note |
| ---- | ------------- | ---------------------------------------------------------------------- | -------- | ---- |
| 1    | Australia     | Graeme Brown Peter Dawson Brett Lancaster Stephen Wooldridge           | 4'00"613 | Q    |
| 2    | Gran Bretagna | Steve Cummings Paul Manning Chris Newton Bryan Steel                   | 4'03"985 | Q    |
| 3    | Spagna        | Carlos Castaño Sergi Escobar Asier Maeztu Carlos Torrent               | 4'04"421 | Q    |
| 4    | Germania      | Robert Bartko Guido Fulst Christian Lademann Leif Lampater             | 4'05"823 | Q    |
| 5    | Paesi Bassi   | Levi Heimans Jens Mouris Peter Schep Jeroen Straathof                  | 4'06"286 | Q    |
| 6    | Ucraina       | Volodymyr Djudja Roman Kononenko Serhij Matvjejev Vitalij Popkov       | 4'07"175 | Q    |
| 7    | Francia       | Matthieu Ladagnous Anthony Langella Jérôme Neuville Fabien Sanchez     | 4'07"336 | Q    |
| 8    | Lituania      | Linas Balčiūnas Aivaras Baranauskas Tomas Vaitkus Raimondas Vilčinskas | 4'08"812 | Q    |
| 9    | Russia        | Vladislav Borisov Aleksandr Chatuncev Aleksej Markov Andrej Minaškin   | 4'09"394 |      |
| 10   | Nuova Zelanda | Hayden Godfrey Peter Latham Matthew Randall Marc Ryan                  | 4'10"820 |      |

### Primo turno
Il primo turno vide l'accoppiamento delle squadre in base ai tempi del turno precedente, quindi la prima contro l'ottava, la seconda contro la settima e così via. Le squadre vincitrici di ogni gara passarono al turno finale: i primi due tempi si qualificarono alla finale per l'oro, il terzo e il quarto tempo alla finale per il bronzo.
| Manche | Paese         | Ciclisti                                                               | Tempo    | Pos. | Note  |
| ------ | ------------- | ---------------------------------------------------------------------- | -------- | ---- | ----- |
| 1      | Germania      | Robert Bartko Guido Fulst Christian Lademann Leif Lampater             | 4'03"785 | 4    | q     |
| 1      | Paesi Bassi   | Levi Heimans Jens Mouris Peter Schep Jeroen Straathof                  | 4'04"605 | 5    |       |
| 2      | Spagna        | Carlos Castaño Sergi Escobar Asier Maeztu Carlos Torrent               | 4'02"374 | 3    | q     |
| 2      | Ucraina       | Volodymyr Djudja Roman Kononenko Serhij Matvjejev Vitalij Popkov       | 4'05"266 | 6    |       |
| 3      | Gran Bretagna | Steve Cummings Paul Manning Chris Newton Bradley Wiggins               | 3'59"866 | 2    | Q     |
| 3      | Francia       | Matthieu Ladagnous Anthony Langella Jérôme Neuville Fabien Sanchez     | OVL      | 7    |       |
| 4      | Australia     | Graeme Brown Brett Lancaster Bradley McGee Luke Roberts                | 3'56"610 | 1    | Q, WR |
| 4      | Lituania      | Linas Balčiūnas Ignatas Konovalovas Tomas Vaitkus Raimondas Vilčinskas | OVL      | 8    |       |

### Turno finale
Le due squadre con i migliori tempi del secondo turno si affrontarono per la medaglia d'oro, mentre le altre due per il bronzo.
Gara per l'oro
| Pos. | Paese         | Ciclisti                                                | Tempo    | Note |
| ---- | ------------- | ------------------------------------------------------- | -------- | ---- |
| 1    | Australia     | Graeme Brown Brett Lancaster Bradley McGee Luke Roberts | 3'58"233 |      |
| 2    | Gran Bretagna | Steve Cummings Rob Hayles Paul Manning Bradley Wiggins  | 4'01"760 |      |

Gara per il bronzo
| Pos. | Paese    | Ciclisti                                                   | Tempo    | Note |
| ---- | -------- | ---------------------------------------------------------- | -------- | ---- |
| 3    | Spagna   | Carlos Castaño Sergi Escobar Asier Maeztu Carlos Torrent   | 4'05"523 |      |
| 4    | Germania | Robert Bartko Guido Fulst Christian Lademann Leif Lampater | 4'07"193 |      |